# Collinsville (Virgínia)
Collinsville és una concentració de població designada pel cens dels Estats Units a l'estat de Virgínia. Segons el cens del 2000 tenia 7.777 habitants.

## Demografia
Segons el cens del 2000, Collinsville tenia 7.777 habitants, 3.466 habitatges, i 2.197 famílies. La densitat de població era de 381,5 habitants per km².
Dels 3.466 habitatges en un 27,2% hi vivien nens de menys de 18 anys, en un 47,1% hi vivien parelles casades, en un 12,2% dones solteres, i en un 36,6% no eren unitats familiars. En el 32,1% dels habitatges hi vivien persones soles el 12,4% de les quals corresponia a persones de 65 anys o més que vivien soles. El nombre mitjà de persones vivint en cada habitatge era de 2,23 i el nombre mitjà de persones que vivien en cada família era de 2,77.
Per edats la població es repartia de la següent manera: un 21,6% tenia menys de 18 anys, un 8,3% entre 18 i 24, un 29,7% entre 25 i 44, un 23,2% de 45 a 60 i un 17,2% 65 anys o més.
L'edat mediana era de 38 anys. Per cada 100 dones de 18 o més anys hi havia 87,2 homes.
La renda mediana per habitatge era de 30.380 $ i la renda mediana per família de 39.417 $. Els homes tenien una renda mediana de 28.137 $ mentre que les dones 20.955 $. La renda per capita de la població era de 17.145 $. Entorn del 6,9% de les famílies i el 8,8% de la població estaven per davall del llindar de pobresa.

## Poblacions més properes
El següent diagrama mostra les poblacions més properes.